# Ángeles Caso
Ángeles Caso (Gijón, 16 de juliol de 1959) és una escriptora, periodista i traductora espanyola.
És filla de José Miguel Caso González, que va ser catedràtic de la Facultat de Filologia, especialista en el segle xviii i rector de la Universitat d'Oviedo.
Es va llicenciar en Geografia i Història, però va començar a treballar com periodista en Panorama regional (Asturies). Ha treballat a la Fundación Príncipe de Asturias, el Instituto Feijoo de Estudios del siglo XVIII de la Universitat d'Oviedo, Televisión Española, Cadena SER, Radio Nacional de España…

## Premis
- Finalista Premio Planeta, El peso de las sombras, 1994.
- Premio Fernando Lara, Un largo silencio, 2000.
- Premio Planeta, Contra el viento, 2009.[2][3]
- Premi Bones Pràctiques de Comunicació no Sexista, Associació de Dones Periodistes de Catalunya, 2011.[4]

## Filmografia
- Telediario, TVE (1985-1986)
- La Tarde, TVE (1985-1986)
- Deseo (de Gerardo Vera, guió) (2002)

## Obres
- Asturias desde la noche. 1988. Guía.
- Elisabeth, emperatriz de Austria-Hungría o el hada. 1993.
- El peso de las sombras. 1994. Finalista XLIII Premio Planeta 1994.
- El inmortal. 1996, recopilatori: Érase una vez la paz.
- El mundo visto desde el cielo. 1997.
- El resto de la vida. 1998.
- El verano de Lucky. 1999.
- La trompa de los monos. 1999, recopilatorio: Mujeres al alba
- La alegría de vivir. 1999, recopilatorio: Hijas y padres
- Un largo silencio. 2000. V Premio Fernando Lara de novela.
- Giuseppe Verdi, la intensa vida de un genio. 2001. Biografía del compositor italiano Giuseppe Verdi.
- Las olvidadas, una historia de mujeres creadoras. 2005.
- Contra el viento.2009. LVIII Premio Planeta 2009.
- Donde se alzan los trono]. 2012
- Rahima Begum. 2013